# ミラ・クル・1
『ミラ・クル・1』（ミラ・クル・ワン）は藤子不二雄（のちの藤子・F・不二雄）による日本の漫画作品。『月刊コロコロコミック』月刊化第1号記念作品。

## 概要
『月刊コロコロコミック』1979年4月号 - 12月号まで連載された。全5話。藤子不二雄の藤本弘による単独執筆作品。
『コロコロ』発刊当時、藤本は看板作品である『ドラえもん』に絶対的な自信を持っていたが、同誌の編集部は藤本にはまだ新しいタイプの作品を描くことが可能と考えたことから、『ドラえもん』でも『パーマン』でもない新しい型の作品として制作された。1980年の『ドラえもん』初映画化を前にして本作の連載は終了するが、藤本自身も本作を愛していたため、いつでも再開できるよう、完結ではなくあくまで中断という形式がとられた。ドラえもん映画の大ヒットによる多忙のため、本作の連載が再開されることはなかったが、本作の持つドラマ性はドラえもん映画作品へ統合されたと見る向きもある。
「太古の昔に地球に来た、自我を持つ宇宙船に選ばれた地球の少年と少女が、宇宙科学で事件を解決する」という設定は、かつて藤本が1973年から1974年に『テレビマガジン』『たのしい幼稚園』『おともだち』『ディズニーランド』（以上講談社刊）に連載した『パジャママン』（監修：阿久悠）を思わせる。

## あらすじ
ある日、日本のある市で地震が起こる。その地震は、800年前に10万光年彼方から地球に不時着してきた、意思を持つUFOのくしゃみによるものだった。ふとした事からその事実を知った少年・未来とその友達の少女・栗島くるみは、未来の愛犬「ワン」の体を借りたUFOと共にスーパーマン「ミラ・クル・1」となって、UFOの提供する不思議な科学技術により、地球をもっとよい星にするという目標を持ち、様々な事件を解決していく。

## キャラクター
未来（みらい）
主人公。どこにでもいるようなさえない少年で、友人のスーパーマンごっこではいつもやられ役にされている。UFOの提供するアクセサリーを身につけることにより、スーパーマンとなる。
栗島くるみ（くりしま くるみ）
ヒロインで未来の同級生。誘拐され殺されそうになった所をスーパーマンになった未来とワンに助けられ、秘密共有のため仲間に入る。UFOの提供するアクセサリーを身につけることにより、スーパーマンとなる。
ワン
未来の愛犬。UFOに肉体を借りられ、未来とくるみのサポート役に回ることになる。UFOに肉体を借りられている間は、普通に喋る。
UFO
800年前に10万光年彼方のミラクル星から地球に飛来、不時着していたUFO。当時の乗員達はボートで脱出して帰って行った。意思を持っており、喋ることができる。非常に進んだ科学技術を持っており、それを未来とくるみに提供し、正義のスーパーマン「ミラ・クル・1」にする。「ミラ・クル・1」の活動時には未来の愛犬・ワンの肉体を借り、行動を共にする。UFO自身は未来の家の地下深く埋まっているため動けない。

## アイテム
「ミラ・クル・1」の活動時にUFOが提供するミラクル星のアイテム。

### アクセサリー
ストロンググローブ
体の細胞を金属に近い強度にし、腕力を11倍に強化する手袋。
ジャンピングブーツ
脚力を強化する長靴。高さ20メートル、幅50メートルの跳躍力が得られる。
オキシタイ
酸素を蓄え、高空や水中で装着者に供給するネクタイ。

### 乗り物
四次元カプセル
地中をすり抜けて移動できる直径約2mの半透明球体。UFOが遠隔操作し、その船内と地上との往来に使われる。
重力ボード
スケートボード位の板にハンドルが着いていて、反重力で空を飛ぶ乗り物。時速600キロメートルは出る。周囲の反重力場で光が避けるので、飛行中は遠くからは見えない。

### その他
天才バンド
頭の回転（処理速度）を高めるヘッドバンド。活動前に宿題を片付けなくてはならない時に使う。
ワスレヨ蚊
記憶の継ぎ目を断つ蚊。忘れさせたい人物Aを指定して他の人Bを刺させると、BはAのことを直接Aに会うまで忘れてしまう。
のみこみブザー
小さな粒状のブザー。水場に漂わせ、動物が水ごと呑み込むと音を出す。
変身コート
被ると思い浮かべた通りの姿に変身できるコート。
ほんやくマイク
飴玉大の、舌の裏に入れて使うマイク。異星人や動物などと会話できる。

## アニメ
1995年頃に米たにヨシトモの企画・監督でシンエイ動画によるパイロットフィルムも制作されたが実現までには至らなかった。
2017年に藤子不二雄FCネオ・ユートピアの第12回藤子アニメ上映会で公開された。

## 単行本など
2010年、『藤子・F・不二雄大全集』に全話が収録された。
藤子不二雄ランド（全1巻。『宙ポコ』『ベラボー』が同時収録）は現在絶版。小学館の雑誌『ドラえもんクラブ』『熱血!!コロコロ伝説』等に一部が再録された。